# 张忙古台
张忙古台（?—?），张姓，元朝大都路昌平县人，张拔都的儿子。
张忙古台跟随蒙哥大汗攻打南宋蜀地的钓鱼山、苦竹二处营垒，亲冒箭雨礌石，屡次受挫而不屈服，于是以勇敢知名。元世祖中统元年（1260年），忽必烈给他赐银符，预议炮手军府事。不就改成金符，为行军千户，跟随征伐宋朝襄樊有功，去世后，儿子张世泽袭行军千户，跟随丞相伯颜南征。

## 延伸阅读
[在维基数据编辑]
 《新元史/卷147》，出自柯劭忞《新元史》